# Аљенту
Аљенту (итал. Aglientu) је насеље у Италији у округу Сасари, региону Сардинија.
Према процени из 2011. у насељу је живело 518 становника. Насеље се налази на надморској висини од 438 м.

## Становништво
Према резултатима пописа становништва 2011. у општини је живело 1.171 становника.
| 1931. | 1936. | 1951. | 1961. | 1971. | 1981. | 1991. | 2001. | 2011. |
| ----- | ----- | ----- | ----- | ----- | ----- | ----- | ----- | ----- |
| 1.330 | 1.352 | 1.523 | 1.471 | 1.163 | 1.086 | 1.102 | 1.093 | 1.171 |